# Carlos Guirland
Carlos Alberto Guirland Báez (né le 18 septembre 1961 à San Ignacio au Paraguay) est un footballeur international paraguayen, qui évoluait au poste de milieu de terrain.

## Biographie

### Carrière en club
Il remporte la Copa Libertadores en 1990 avec le Club Olimpia.

### Carrière en sélection
Avec l'équipe du Paraguay, il joue 8 matchs (pour un but inscrit) entre 1989 et 1991. 
Il figure dans le groupe des sélectionnés lors des Copa América de 1989 et de 1991. Il se classe quatrième de la compétition en 1989.

## Palmarès
Club Olimpia
- Championnat du Paraguay (2) :
  - Champion: 1988 et 1989.

- Copa Libertadores (1) :
  - Vainqueur : 1990.